# ポン・デ・ザール

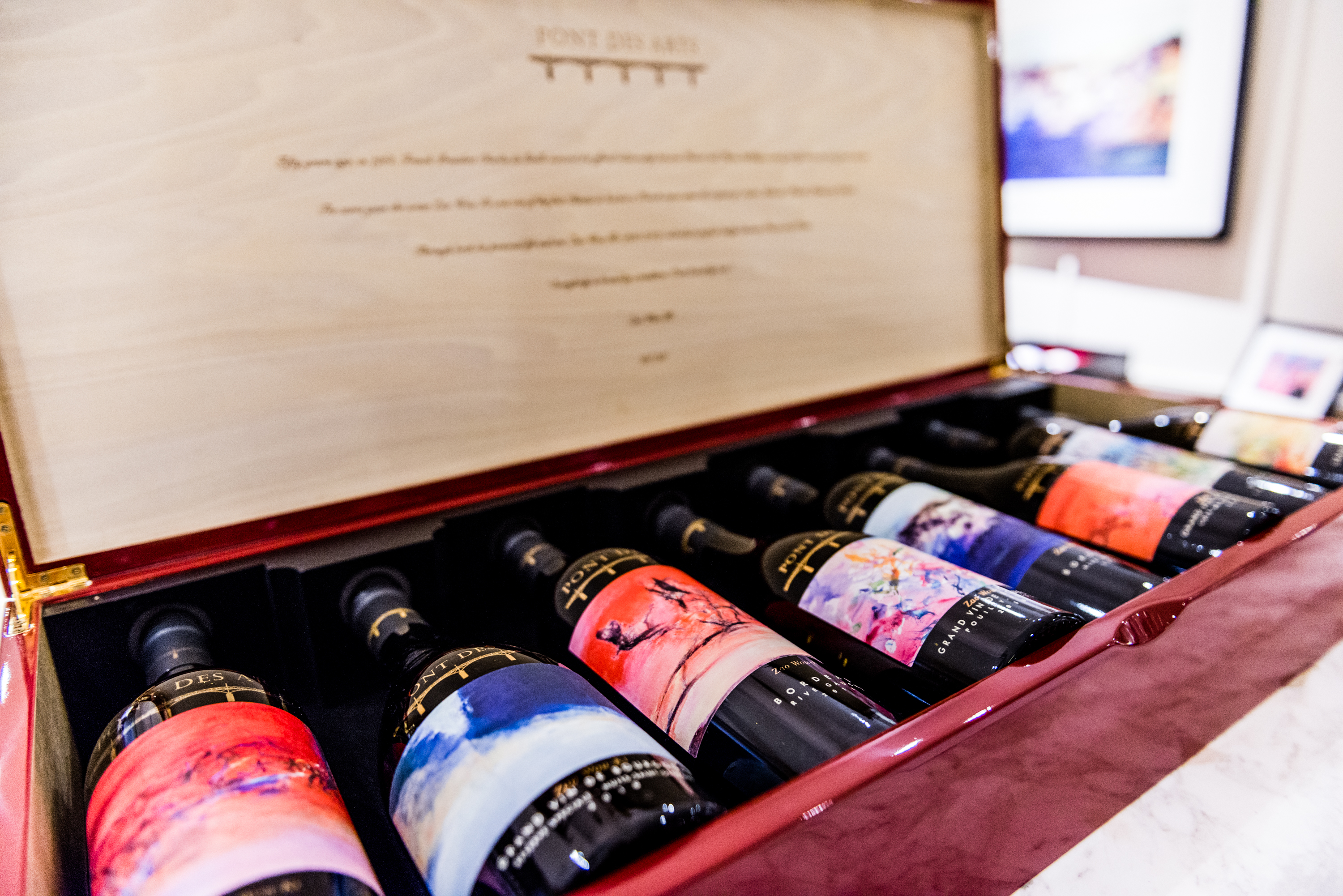
ポンデザール ワインコレクション

ポンデザール
（仏: Pont des Arts）は、フランスのパリ、セーヌ川に架かる橋と同じ名を付け2010年に創業したハイエンドのブランドである。「パリと香港を拠点とし、食とアートの融合をコンセプトに最高級ワインとスピリッツの厳選コレクションを展開している。PONT (ポン)は架け橋、ARTS (アール)はアート。アートとワイン、東洋と西洋、ワイン収集家と初心者、それぞれをつなぐ架け橋の意味も込められている。発表されたワインコレクションは、最高峰のアート (ザオ・ウーキー、岳敏君（ユイ・ミンジュン）、ミケル・バルセロなど)と最高級のワイン (ポール・ポンタリエをはじめとするフランスのワイン界の巨匠たち)をつないでいる。

## 創業者
創業者は、二人の若いフランス人。アルチュール・ド・ヴィルパン (Arthur de Villepin) とティボー・ポンタリエ (Thibault Pontallier)。2010年、香港で出会った二人の若者は、フランスが最も得意とするものを世界に発信したいという共通の信念で意気投合。
フランス元首相を父に持ち、アートの造詣が深く、ワインを好むアルチュール。
シャトーマルゴーの総支配人を父に持ち、自らもシャトー・マルゴーのアジア地区アンバサダーとしワインを深く知り、アートを好むティボー。二人のプロジェクトには、彼らのフランスのルーツと豊かなカルチャーに根差した洗練されたライフスタイルや個性、彼らのセンスの全てが凝縮されている。
「ポンデザール」は2010年から限定生産のアートとワインのコレクションの制作を始め、今では 20ヵ国以上に輸出されている。

## コレクションの完成まで
ティボーと、その父、シャトー・マルゴーの偉大なるワインメーカーであるポール・ポンタリエ氏は、この希少なワインのコレクションを実現させるために、ボルドーとブルゴーニュ地方のワインエキスパートと共に、長い時間をかけ、テイスティング、ブレンディングを行った。フランスで最も優れたテロワールとぶどうを探し求め、この稀有なプロジェクトのために行われたテイスティングは、700種以上に及ぶ。そのプロセスを見ていたアルチュールは「ワインそのものがアートである」と述べている。

## ワインとアートを結ぶ
それぞれのワインボトルに飾られるアートは、そのワインのフレーバー・プロファイルに合致するようにアーティストと共に慎重に選ばれている。創立者の二人はパリや北京のアーティストのアトリエを何度も訪れ、ポンデザールを介して、優れたワインを飲むことと優れたアートを鑑賞することが本質的にリンクすると確信に至った。

## 産地と産地を結ぶ
ポンデザールは、限定生産のボルドーとブルゴーニュを厳選して提供。通常は、ボルドーとブルゴーニュのように異なるワインを一つのセットとして扱うことは珍しく、二つの有名なワインの産地が融合した初めてのユニークなコンセプトでもある。ボルドーとブルゴーニュのように異なる種類のワインを一つのセットとして扱うことは珍しく、「ポンデザール」 が、ワインの産地の架け橋になることへの期待も込められている。
コレクションは、フランスの『Art de Vivre アール・ド・ヴィーヴル(生活の芸術) 』の技を結集し、全てがテーラーメイドで作られた生粋のフランス製品である。美しいデザインのボトルラベルは高品質のリトグラフ用紙を使用、ボトルはコニャック地方で彫刻されている。
ワインの総生産数とシリアルナンバーは各ボトルの裏に刻まれており、一本一本のボトルが出自を示している。

## アーティスト
ザオ・ウーキー（1920年〜2013年）
ポンデザールと最初にコラボレーションをしたアーティスト。
フランス現代絵画の巨匠。北京、宋朝の王族の名家に生まれ、中国美術学院で絵画を学び、27歳で渡仏。フランスの美術アカデミーのメンバーとなり、20世紀のパリ全盛時代に活躍、フランス国籍を取得。もっとも成功した中国出身のフランス人画家となった。中国水墨画の伝統に根ざした東洋と西洋の美意識が融合した独自の「叙情的抽象」の世界を創り出し、風景、自然をテーマに空間の奥行きを感じさせる抽象絵画はヨーロッパの抽象画に新しい可能性を開いた。
Yue Minjun ユイ・ミンジュン (1962年〜)
中国の代表的なコンテンポラリー・アーティスト。北京を拠点に活動。自分自身の笑う姿を鮮やかな色使いと大胆な画風で描いた油絵で知られて、一度見たら忘れられないインパクトは、世界から脚光を浴びている。ザオ・ウォーキーの元で経験を積み重ね、中国を代表する新世代のアーティストに成長。彼の作品は多くの美術館やギャラリーで収集され、シャープな芸術的特徴は世界のアートシーンにおける中国現代アートの地位を確立するために重要な役割を果たしている。
Miquel Barceló ミケル・バルセロ(1957年〜)
バルセロナ沖のマヨルカ島の出身。スペインを代表するコンテンポラリー・アーティスト。作品は、絵画と彫刻への実験的アプローチで知られている。世界中のアートムーブメントを融合させ、複数の文化の架け橋となっている。実際、1980年代はヨーロッパ、米国、南アフリカを駆け巡り、彼の二番目の故郷となったパリに二つ目のスタジオを開設。バルセロは、ルーヴル美術館に作品が展示された最年少のアーティストであり、パリのピカソ美術館でも展示され、さらにジュネーブの国連欧州本部大会議場の天井壁画やマヨルカ大聖堂の礼拝堂、逆立ちした象など、変幻自在なアーティストとして多くの作品を制作している。

## 日本上陸への経緯
2011年、ティボーとアルチュールは、香港を訪れていた日本の若き実業家ユリーカと出会い、そのセンスに共感し、日本での展開をユリーカに要請し、ユリーカも彼らの希望を快諾
。2015年には、ユリーカはジャパンアンバサダーに就任。2016年、2017年、連続でArt Fair Tokyo  のスポンサーとなって、ワインコレクションを提供している。

## References
1. ↑  “Pont des Arts”. Pont des Arts. 2017年6月27日閲覧。
2. ↑  “ポン・デ・ザール”. ピーロート. 2017年6月27日閲覧。
3. ↑  Betros, Chris (2015年11月16日). “Pont des Arts- Building Bridges with Wine and Art”. Japan Today. 2017年6月27日閲覧。
4. ↑  Lau, Yunyi (2017年1月3日). “An interview with Pont des Arts founders Thibault Pontallier and Arthur de Villepin”. Artzine. 2017年6月27日閲覧。
5. ↑  Yamamoto, Makiko (2016年11月17日). “父はフランス元首相 「アートで世界を変える」青年実業家のライフスタイル”. Forza Style. 2017年6月27日閲覧。
6. ↑  “ワインと芸術の融合「ポン・デ・ザール」で贅沢な時間を”. NILE. 2017年6月27日閲覧。
7. ↑  “Pont des Arts’ New Limited Edition Wines”. Hong Kong Tatler (2014年4月8日). 2017年6月27日閲覧。
8. ↑  “Pont des Arts”. Wonderlily. 2017年6月27日閲覧。
9. ↑  “Art Fair Tokyo”. 2017年6月27日閲覧。

## External links
- Pont des Arts Ofiicial Site
- ポンデザール
- シャトーマルゴーの新星が手がけるアートとワインの融合「ポン・デ・ザール」 Forza Styleに掲載
- 父はフランス元首相 「アートで世界を変える」青年実業家のライフスタイルForza Styleに掲載
- Pont des Arts Taps Yue Minjun for New Wine and Art Collection Jing Dailyに掲載
- Pont des Arts- Building Bridges with Wine and Artに掲載